# Rudarius
Genre
Rudarius est un genre de poissons tetraodontiformes, de la famille des Monacanthidae. 

## Liste d'espèces
Selon World Register of Marine Species (18 mai 2016) :
- Rudarius ercodes Jordan & Fowler, 1902
- Rudarius excelsus Hutchins, 1977
- Rudarius minutus Tyler, 1970

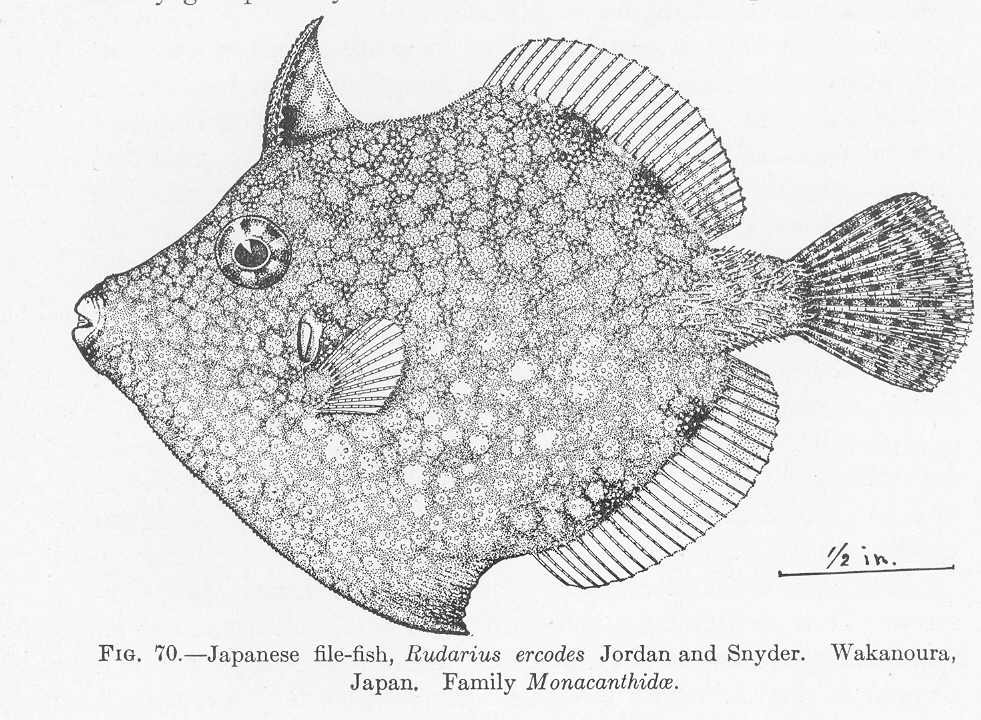
Rudarius ercodes
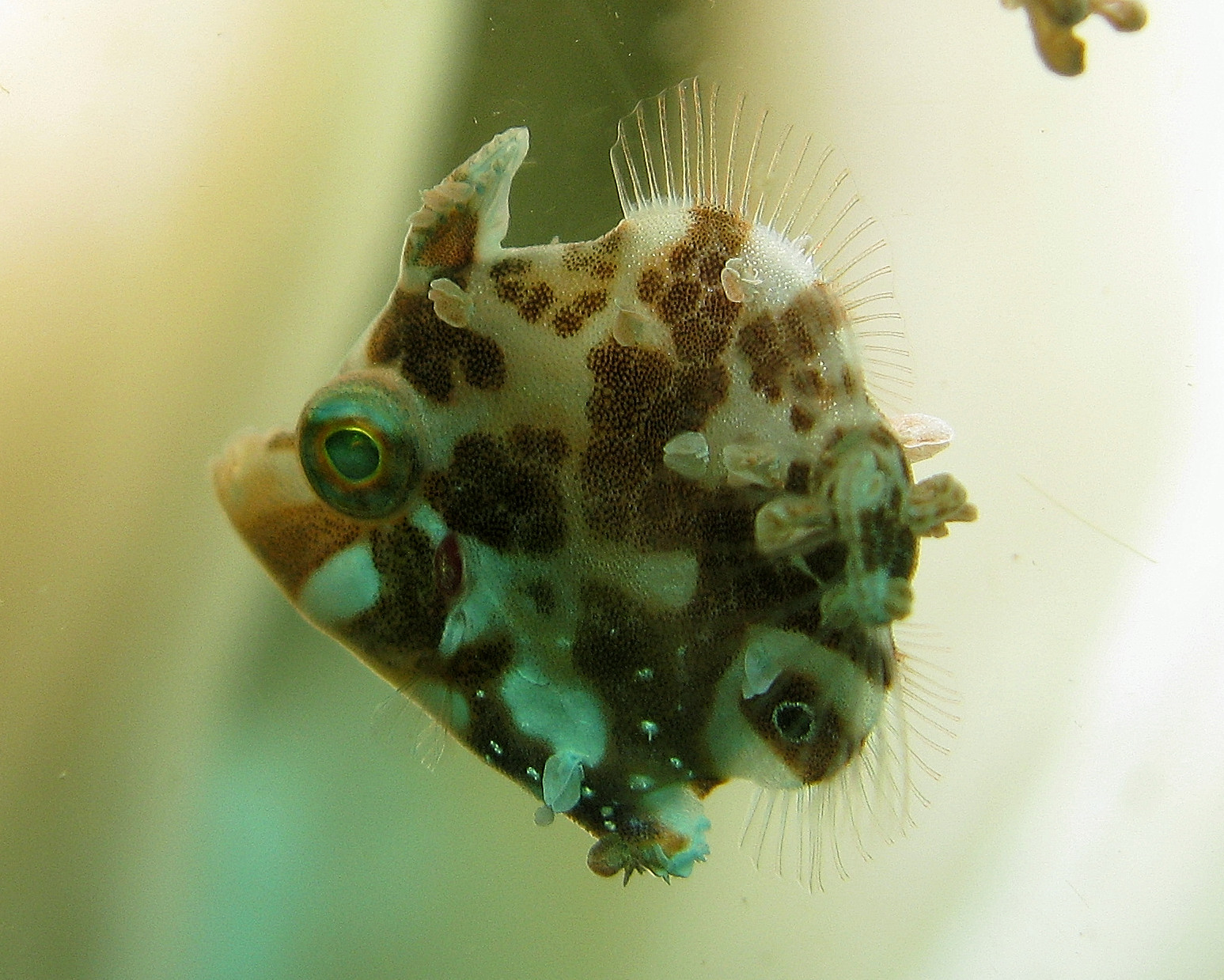
Rudarius minutus